# قيود اجتماعية إندونيسية واسعة عام 2020

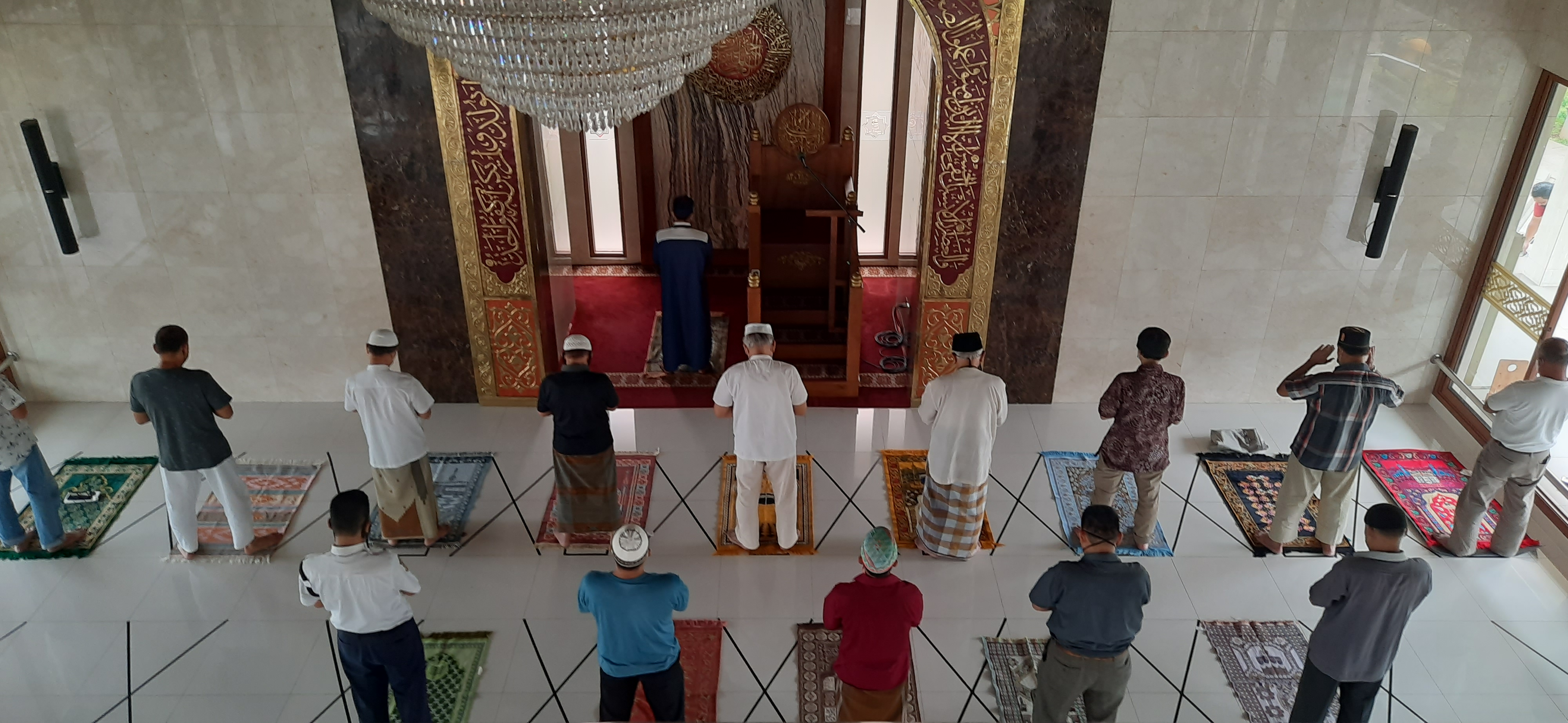
المسلمون في إندونسيا يؤدون صلاة الجماعة في ظل تطبيق بروتوكولات صارمة خلال فترة الجائحة العالمية. كان التباعد الجسدي وارتداء أقنعة الوجه أمرين إلزاميين داخل إندونسيا خلال فترة تفشي كوفيد 19، بما يتضمن داخل أماكن العبادة.

القيود الاجتماعية واسعة النطاق (بالإنكليزية: Large-scale social restrictions) وتُختصر إلى (LSSR)، وهي قيود مُطبقة حاليًا في دولة إندونسيا في استجابة منها لجائحة كوفيد 19. طُبقت القيود بواسطة الحكومات المحلية بموافقة وزارة الصحة. تضم هذه القيود تدابير مثل إغلاق الأماكن العامة، وتقييد وسائل النقل العام، والحد من السفر من وإلى الأقاليم المحظورة.
حتى يوم 24 أغسطس عام 2020، اعتُمدت القيود أو طُبقت على جميع أنحاء مدينة جاكرتا بجانب ثماني مدن ومناطق وصاية أخرى.

## خلفية
أُكدت الحالات الأولى لكوفيد 19 في إندونسيا يوم 2 مارس 2020، مع الإصابة الإيجابية بالفيروس لحالتين مقيمتين بمدينة ديبوك في مقاطعة جاوة الغربية. وبحلول يوم 15 مارس، ومع الوصول إلى 117 حالةً، دعا الرئيس جوكو ويدودو المواطنين الإندونيسيين إلى الالتزام بتدابير التباعد الاجتماعي، مع إغلاق بعض المسؤولين الإقليميين في جاكرتا، وبنتن، وجاوة الغربية المدارس والأماكن العامة. وفي تصريح له في اليوم التالي، صرح الرئيس أنه لم يكن عازمًا على فرض إغلاق كامل، وانتقد بشكل طفيف المسؤولين الإقليميين الذين حاولوا أو اقترحوا تطبيق الإغلاق. وبحلول يوم 26 مارس، أعلن ديدي يون سوبريونو، عمدة مدينة تيغال (وسط جاوة)، أن المدينة ستخضع لإجراء الإغلاق المحلي؛ إذ أغلق العديد من نقاط الوصول من وإلى المدينة، ومن المفترض أن تكون تيغال أول مدينة تطبق هذه الإجراءات في إندونيسيا. ولكن كشف حاكم مقاطعة وسط جاوة، غانجار برانوو، أن الحجر الصحي طُبق فقط حول ميدان المدينة؛ إذ لم تسمح الحكومة المركزية أيضًا بتطبيق مثل هذا الإجراء الخاص بإغلاق المدينة.  

## الأساس القانوني
في يوم 31 مارس 2020، وقع الرئيس جوكو قانون لائحة الحكومة رقم 21/2020، والذي ينظم فرض القيود الاجتماعية واسعة النطاق؛ إذ سمح للحكومات الإقليمية تقييد حركة المواطنين والبضائع إلى داخل وخارج المحليات الخاصة بها بشرط الحصول على إذن من الوزارة المختصة (وفي هذه الحالة ستكون الوزارة المختصة هي وزارة الصحة بقيادة تيراوان أغوس بوترانتو). حدد هذا القانون أيضًا «الحد الأدنى» من التقييد مثل الذي يتضمن عطلات المدارس والعمل، والقيود المفروضة على العبادات الجسدية، والقيود على التجمعات العامة. وفي الوقت نفسه، وقع الرئيس على القرار الرئاسي رقم 11/2020، مصرحًا بوقوع كارثة وطنية. كان كلا القانونين قائمين على القانون رقم 6 لعام 2018 الخاص بعمليات الحجر الصحي الطبي، والذي كان يتضمن أحكامًا للقيود الاجتماعية واسعة النطاق.

## بالمنطقة

### جاكرتا
تقدم أنيس باسويدان حاكم جاكرتا بطلب لتطبيق القيود الاجتماعية واسعة النطاق في العاصمة يوم 4 أبريل عام 2020، وكانت أول مقاطعةً تتقدم بهذا الطلب بشكل رسمي، وحصلت على الموافقة في يوم 6 أبريل. طُبقت القيود في يوم 10 أبريل، وكان من المقرر فرض هذه القيود لمدة 14 يومًا في البداية. منعت هذه القيود المُطبقة في جاكرتا تاكسي الدراجات النارية من حمل الركاب، وحظرت تناول الطعام داخل المطاعم (ولكنها سمحت بتقديم خدمة تحضير الطعام)، وألزمت الفنادق على قبول النزلاء الذين في حالة عزل ذاتي، وألزمت المواطنين بإجراء أنشطتهم الرياضية حول منزل كل مواطن فقط. أُغلقت المدارس، ومراكز الترفيه، وبعض المواقع الأخرى، بينما اقتصرت وسائل النقل العام على العمل بنصف سعتها من الركاب فقط. سُمح فقط لمن يخرجون لشراء «حاجاتهم الأساسية» ومن يعملون ببعض القطاعات المعينة بالخروج من المنزل، وسيكونون ملزمين بارتداء أقنعة الوجه.
ولتطبيق هذه التدابير، أقامت الشرطة الإقليمية بمنطقة جاكرتا الكبرى نقاط تفتيش على الطرق الرئيسية ومحطات الحافلات، وكان عددها 33 نقطةً في البداية. وبسبب الآثار الاقتصادية لهذه القيود، أسست حكومة المقاطعة برنامجًا لتوصيل الإمدادات الأساسية بما يشمل الطعام، والأقنعة الطبية، والصابون إلى المقيمين الفقراء بالمدينة.

### بنتن
وافقت وزارة الصحة على تطبيق القيود الاجتماعية واسعة النطاق على منطقة تانقيرانغ الكبرى (التي تضم مدينة تانقيرانغ، وتانقيرانغ الجنوبية، ومنطقة وصاية تانقيرانغ) في يوم 12 أبريل. طُبقت القيود من يوم 18 أبريل، وسمحت للمصانع باستمرار العمل، على الرغم من إلزام العاملين بالتباعد الاجتماعي.

### جاوة الغربية
بعد موافقة وزارة الصحة في يوم 12 أبريل، أصدر حاكم مقاطعة جاوة الغربية، رضوان كامل، أوامره الخاصة بالقيود الاجتماعية واسعة النطاق لمدينة بوكور، ومنطقة وصاية بوكور، ومدينة ديبوك، ومنطقة وصاية ديبوك، ومدينة بيكاسي، ومنطقة وصاية بيكاسي، على أن تُطبق القيود بين يومي 15 و28 أبريل 2020 في البداية، ولكنها كانت قابلةً للتمديد إذا استمر الفيروس في الانتشار. وكما هو الحال في جاكرتا، سمحت القيود بالعمل في بعض القطاعات الحيوية المعينة فقط، وحدت من الأنشطة الدراسية والدينية (باستثناء الدراسات المتعلقة بالبحث العلمي في مجال الرعاية الصحية)، وقللت من عدد الركاب في جميع المركبات، بما يشمل وسائل النقل العام والسيارات الخاصة. 
وبعد طلب حكومة مقاطعة جاوة الغربية أن تُطبق القيود الاجتماعية واسعة النطاق على منطقة باندونغ الكبرى، والتي تضم مدينة باندونغ، ومنطقة وصاية باندونغ، ومنطقة وصاية باندونغ الغربية، ومدينة شيماهي، ومنطقة وصاية سوميدانغ، من وزارة الصحة في يوم 16 أبريل عام 2020، وافق الوزيرعلى تطبيق القيود في اليوم التالي. وبدأ تطبيق هذه القيود في يوم 22 أبريل عام 2020، وفقًا لاتفاقية بين حاكم مقاطعة جاوة الغربية والوصاة والعُمَد بمنطقة باندونغ الكبرى. 

### جاوة الشرقية
وافق وزير الصحة على تطبيق القيود الاجتماعية واسعة النطاق في جاوة الشرقية على مدينة سورابيا بالإضافة إلى منطقتي وصاية مجاورتين، وهما سيدوارجو وغريسيك، في يوم 21 أبريل 2020. وسابقًا، طلبت حاكمة جاوة الشرقية، خُفيفة إندر باراوانسا، من قادة هذه المناطق تطبيق هذه القيود في مناقشة رسمية. طُبقت القيود في سيدوارجو على 14 منطقةً، بينما طُبقت في غريسيك على ثماني مناطق فقط.

### رياو
وافق وزير الصحة على تطبيق القيود الاجتماعية واسعة النطاق على مدينة بيكانبارو في يوم 12 أبريل، منوهًا عن انتشار ملحوظ للمرض داخل المدينة. خُطط بدء تنفيذ تدابير هذه القيود في يوم 17 أبريل، وستتضمن قيودًا على التجمعات العامة (التي ستحتاج إلى إذن وستقتصر على خمسة أشخاص فقط)، وحظر تجول جزئي بين الساعة 18:00 حسب توقيت إندونسيا (11:00 حسب التوقيت العالمي المنسق) إلى الساعة 05:00 حسب توقيت إندونسيا (22:00 حسب التوقيت العالمي المنسق)، بالإضافة إلى قيود على سعة ركاب وسائل النقل العام.

### سولاوسي الجنوبية
كانت مدينة ماكاسار أولى مناطق جزيرة سولاوسي التي حصلت على موافقة من وزارة الصحة لتطبيق القيود الاجتماعية واسعة النطاق في يوم 16 أبريل 2020. وتقدمت الحكومة المحلية بالمدينة قبل ذلك بطلب تطبيق هذه القيود إلى الحكومة المركزية في يوم 14 أبريل 2020. بدأ تطبيق القيود في ماكاسار يوم 24 أبريل 2020.

### جاوة الوسطى
كانت مدينة تيغال أول مدينة في جاوة الوسطى تحصل على إذن تطبيق القيود الاجتماعية واسعة النطاق، بخطاب موافقة في يوم 17 أبريل 2020. وفي تيغال، بدأ تطبيق القيود من يوم 23 أبريل 2020.

### سومطرة الغربية
كانت سومطرة الغربية أول مقاطعة تطبق القيود الاجتماعية واسعة النطاق بعد جاكرتا. أعطى وزير الصحة الإذن بتطبيق القيود على المقاطعة في يوم 17 أبريل 2020 بعد اقتراح حاكم مقاطعة سومطرة الغربية، إروان براييتنو. بدأ تطبيق القيود من يوم 22 أبريل حتى يوم 5 مايو 2020. 

### غورونتالو
وافق وزير الصحة على خضوع مقاطعة غورونتالو للقيود الاجتماعية واسعة النطاق في يوم 28 أبريل 2020 بعد رفض الطلب السابق للمقاطعة.

### كليمنتان الشمالية
وافق وزير الصحة على الطلب المقدم يوم 18 أبريل 2020 لخضوع مدينة تاراكان للقيود الاجتماعية واسعة النطاق في يوم 19 أبريل 2020 مع موافقته على طلب مدينة بنجرماسين. اقتُرح تطبيق القيود بسبب الزيادة الكبيرة وانتشار حالات كوفيد 19 في المدينة.

### كليمنتان الجنوبية
وافق وزير الصحة على الطلب المقدم يوم 17 أبريل 2020 لخضوع مدينة بنجرماسين للقيود الاجتماعية واسعة النطاق في يوم 19 أبريل 2020. وزُودت جميع حدود المدينة بنقاط حراسة.

### سولاوسي الوسطى
وافق وزير الصحة على خضوع منطقة وصاية بوول للقيود الاجتماعية واسعة النطاق في يوم 28 أبريل 2020. كان خضوع بوول لهذه القيود بواسطة حكومة المنطقة بسبب الزيادة الكبيرة في أعداد الحالات الإيجابية بالمنطقة والتي جعلت بوول أعلى المناطق في أعداد حالات كوفيد 19 الإيجابية مقارنةً ببقية المناطق في سولاوسي الوسطى.

### سومطرة الجنوبية
كان هناك مدينتان في مقاطعة سومطرة الجنوبية تحت حالة القيود الاجتماعية واسعة النطاق، وهما فلمبان وبرايوموليه، مع خطاب موافقة منفصل من وزير الصحة بتاريخ 12 مايو 2020. بالنسبة لهاتين المنطقتين، كان هناك انتقالات محلية للمرض أو انتقال للمرض داخل نفس المنطقة. 

## المراوغة
بالرغم من قيود السفر التي تعلق سفر الركاب خارج المناطق التي بها حالة واحدة مؤكدة على الأقل، أهمل العديد من الإندونيسيين وحاولوا الإفلات من هذه القيود بغرض السفر في الأعياد. أثار هذا خوف العلماء بسبب أن هذه المراوغة ستؤدي إلى انتشار المرض بسهولة من جاكرتا والمدن التابعة لها، حيث يقع التفشي الفيروسي، إلى الأقاليم الأخرى ذات المنشآت الطبية الضعيفة التي لن تكون قادرةً على التعامل مع أعداد كبيرة من الحالات.
كان هناك بعض المحاولات أيضًا للإفلات من قيود السفر، والتي اكتشفتها الشرطة، مثل إحدى شاحنات البضائع التي أُوقفت ليُكتَشف أن الحاوية المتنقلة الخاصة بها تُخفي سيارةً مع مجموعة من الركاب لينتقلوا من جاوة إلى سومطرة، بالإضافة إلى أربع شاحنات بضائع أخرى احتُجزت عندما حاول السائق إخفاء 20 راكبًا داخل الحاويات بغطاء التربولين من جاكرتا. 

## التسلسل الزمني لطلب تطبيق القيود
| الرقم | المنطقة                                                                                  | المقاطعة            | الحالة | تاريخ القرار  | تاريخ البدء   | المصدر        |
| 1     | جاكرتا                                                                                   | جاكرتا              | موافقة | 6 أبريل 2020  | 10 أبريل 2020 | [ 9 ]         |
| 2     | روت نداو                                                                                 | نوسا تنقارا الشرقية | رفض    | 11 أبريل 2020 | 11 أبريل 2020 | [ 41 ]        |
| 3     | بيكاسي، منطقة وصاية بيكاسي، بوكور، منطقة وصاية بوكور، ديبوك                              | جاوة الغربية        | موافقة | 12 أبريل 2020 | 15 أبريل 2020 | [ 17 ]        |
| 4     | بيكانابارو                                                                               | رياو                | موافقة | 12 أبريل 2020 | 17 أبريل 2020 | [ 26 ]        |
| 5     | تانقيرانغ، تانقيرانغ الجنوبية، منطقة وصاية تانقيرانغ                                     | بنتن                | موافقة | 12 أبريل 2020 | 18 أبريل 2020 | [ 15 ]        |
| 6     | بالانغكاريا                                                                              | كليمنتان الوسطى     | رفض    | 12 أبريل 2020 | 12 أبريل 2020 | [ 41 ]        |
| 7     | سورونغ                                                                                   | بابوا الغربية       | رفض    | 12 أبريل 2020 | 12 أبريل 2020 | [ 41 ]        |
| 8     | بولانغ مونغوندو                                                                          | سولاوسي الشمالية    | رفض    | 15 أبريل 2020 | 15 أبريل 2020 | [ 42 ]        |
| 9     | ماكاسار                                                                                  | سولاوسي الجنوبية    | موافقة | 16 أبريل 2020 | 24 أبريل 2020 | [ 43 ]        |
| 10    | باندونغ، منطقة وصاية باندونغ، شيماهي، منطقة وصاية سوميدانغ، منطقة وصاية باندونغ الغربية  | جاوة الغربية        | موافقة | 17 أبريل 2020 | 22 أبريل 2020 | [ 44 ]        |
| 11    | تيغال                                                                                    | جاوة الوسطى         | موافقة | 17 أبريل 2020 | 23 أبريل 2020 | [ 45 ]        |
| 12    | سومطرة الغربية                                                                           | سومطرة الغربية      | موافقة | 17 أبريل 2020 | 22 أبريل 2020 | [ 46 ]        |
| 13    | بنجرماسين                                                                                | كليمنتان الجنوبية   | موافقة | 19 أبريل 2020 | 24 أبريل 2020 | [ 47 ]        |
| 14    | تاراكان                                                                                  | كليمنتان الشمالية   | موافقة | 19 أبريل 2020 | 26 أبريل 2020 | [ 47 ]        |
| 15    | غورونتالو                                                                                | غورونتالو           | رفض    | 19 أبريل 2020 | 19 أبريل 2020 | [ 47 ]        |
| 16    | سورابيا، منطقة وصاية سيدوارجو، منطقة وصاية غريسيك                                        | جاوة الشرقية        | موافقة | 21 أبريل 2020 | 28 أبريل 2020 | [ 48 ]        |
| 17    | منطقة وصاية غوا                                                                          | سولاوسي الجنوبية    | موافقة | 22 أبريل 2020 | 29 أبريل 2020 | [ 49 ]        |
| 18    | غورونتالو                                                                                | غورونتالو           | موافقة | 1 مايو 2020   | 4 مايو 2020   | [ 50 ]        |
| 19    | جاوة الغربية                                                                             | جاوة الغربية        | موافقة | 1 مايو 2020   | 6 مايو 2020   | [ 51 ]        |
| 20    | بالانغكاريا                                                                              | كليمنتان الوسطى     | موافقة | 7 مايو 2020   | 11 مايو 2020  | [ 52 ]        |
| 21    | منطقة وصاية بوول                                                                         | سولاوسي الوسطى      | موافقة | 9 مايو 2020   | 12 مايو 2020  | [ 53 ]        |
| 22    | منطقة وصاية بنجار، بنجاربارو، منطقة وصاية باريتو كوالا                                   | كليمنتان الجنوبية   | موافقة | 11 مايو 2020  | 16 مايو 2020  | [ 37 ] [ 54 ] |
| 23    | باتو، مالانغ، منطقة وصاية مالانغ                                                         | جاوة الشرقية        | موافقة | 11 مايو 2020  | 17 مايو 2020  | [ 55 ] [ 56 ] |
| 24    | منطقة وصاية بانغكاليس، دوماي، منطقة وصاية كامبار، منطقة وصاية بلالاوان، منطقة وصاية سياك | رياو                | موافقة | 12 مايو 2020  | 15 مايو 2020  | [ 57 ] [ 58 ] |
| 25    | فلمبان، برايوموليه                                                                       | سومطرة الجنوبية     | موافقة | 15 مايو 2020  | 20 مايو 2020  | [ 59 ]        |

## التخفيف
بحلول يوم 2 أغسطس، كانت تدابير القيود الاجتماعية واسعة النطاق مُطبقةً رسميًا في جاكرتا وثماني مدن ومناطق وصاية أخرى فقط، والتي تضم مدينة جاكرتا الكبرى.